# Afrikanska mästerskapet i fotboll 2004
Se även Afrikanska mästerskapet i fotboll för damer 2004.
Afrikanska mästerskapet i fotboll 2004 spelades i Tunisien. Precis som under 2000 års turnering delades 16 lag in i fyra grupper. Tunisien vann turneringen för första gången, genom att vinna mot Marocko i finalen med 2–1.

## Spelorter och anläggningar
| Orter    | Anläggningar              | Publikkapacitet |
| -------- | ------------------------- | --------------- |
| Radès    | Stade 7 Novembre          | 60 000          |
| Tunis    | Stade El Menzah           | 45 000          |
| Sousse   | Stade Olympique de Sousse | 30 000          |
| Sfax     | Stade Taïeb El Mhiri      | 30 000          |
| Monastir | Stade Mustapha Ben Jannet | 20 000          |
| Bizerte  | Stade 15 Octobre          | 20 000          |

## Deltagande lag

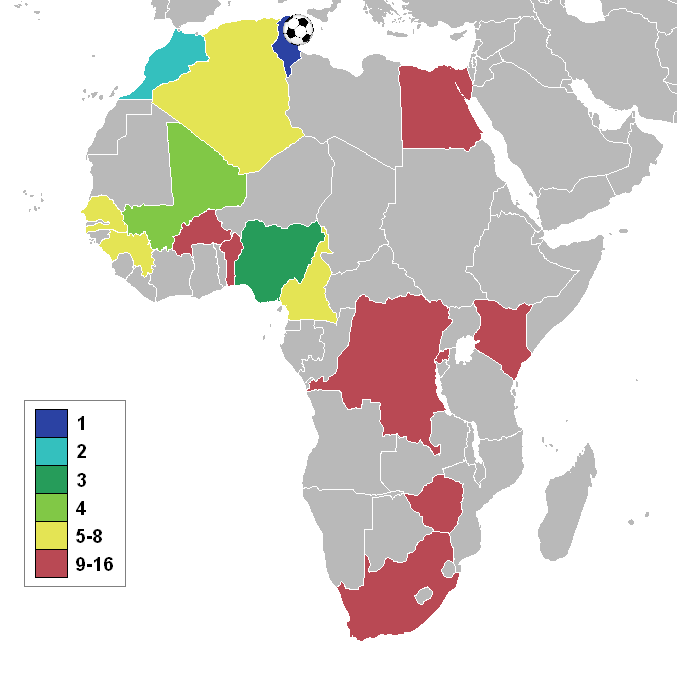
Deltagande lag

| - Algeriet - Benin - Burkina Faso - Kamerun (direktkvalificerade som titelförsvarare) - Kongo-Kinshasa - Egypten - Guinea - Kenya | - Mali - Marocko - Nigeria - Rwanda - Senegal - Sydafrika - Tunisien (direktkvalificerade som arrangör) - Zimbabwe |

## Gruppspel
- Grönmarkerade lag gick vidare till kvartsfinal.

Alla tider lokala : CET (UTC +1)

### Grupp A
| Lag            | S | V | O | F | GM | IM | MS | P |
| -------------- | - | - | - | - | -- | -- | -- | - |
| Tunisien       | 3 | 2 | 1 | 0 | 6  | 2  | +4 | 7 |
| Guinea         | 3 | 1 | 2 | 0 | 4  | 3  | +1 | 5 |
| Rwanda         | 3 | 1 | 1 | 1 | 3  | 3  | 0  | 4 |
| Kongo-Kinshasa | 3 | 0 | 0 | 3 | 1  | 6  | −5 | 0 |

|       | 24 januari 2004 | Tunisien              | 2 – 1   | Rwanda    | Stade 7 Novembre, Radès                       |                                               |
| 19:30 | 19:30           | Jaziri 27′ Santos 57′ | (1 – 1) | Elias 41′ | Publik: 65 000 Domare: Divine Evehe (Kamerun) | Publik: 65 000 Domare: Divine Evehe (Kamerun) |
| 19:30 | 19:30           |                       |         |           | Publik: 65 000 Domare: Divine Evehe (Kamerun) | Publik: 65 000 Domare: Divine Evehe (Kamerun) |
| 19:30 | 19:30           |                       |         |           | Publik: 65 000 Domare: Divine Evehe (Kamerun) | Publik: 65 000 Domare: Divine Evehe (Kamerun) |

|       | 25 januari 2004 | Kongo-Kinshasa | 1 – 2   | Guinea                      | Stade El Menzah, Tunis                                  |                                                         |
| 14:00 | 14:00           | Masudi 35′     | (1 – 0) | T. Camara 68′ Feindouno 81′ | Publik: 2 000 Domare: Abubakar Sharaf (Elfenbenskusten) | Publik: 2 000 Domare: Abubakar Sharaf (Elfenbenskusten) |
| 14:00 | 14:00           |                |         |                             | Publik: 2 000 Domare: Abubakar Sharaf (Elfenbenskusten) | Publik: 2 000 Domare: Abubakar Sharaf (Elfenbenskusten) |
| 14:00 | 14:00           |                |         |                             | Publik: 2 000 Domare: Abubakar Sharaf (Elfenbenskusten) | Publik: 2 000 Domare: Abubakar Sharaf (Elfenbenskusten) |

|       | 28 januari 2004 | Rwanda           | 1 – 1   | Guinea        | Stade 15 Octobre, Bizerte                 |                                           |
| 14:00 | 14:00           | K. Kamanzi 90+3′ | (0 – 0) | T. Camara 49′ | Publik: 4 000 Domare: Modou Sowe (Gambia) | Publik: 4 000 Domare: Modou Sowe (Gambia) |
| 14:00 | 14:00           |                  |         |               | Publik: 4 000 Domare: Modou Sowe (Gambia) | Publik: 4 000 Domare: Modou Sowe (Gambia) |
| 14:00 | 14:00           |                  |         |               | Publik: 4 000 Domare: Modou Sowe (Gambia) | Publik: 4 000 Domare: Modou Sowe (Gambia) |

|       | 28 januari 2004 | Tunisien                   | 3 – 0   | Kongo-Kinshasa | Stade 7 Novembre, Radès                         |                                                 |
| 16:15 | 16:15           | Santos 55′, 87′ Braham 65′ | (0 – 0) | Lua Lua        | Publik: 65 000 Domare: Jérôme Damon (Sydafrika) | Publik: 65 000 Domare: Jérôme Damon (Sydafrika) |
| 16:15 | 16:15           |                            |         |                | Publik: 65 000 Domare: Jérôme Damon (Sydafrika) | Publik: 65 000 Domare: Jérôme Damon (Sydafrika) |
| 16:15 | 16:15           |                            |         |                | Publik: 65 000 Domare: Jérôme Damon (Sydafrika) | Publik: 65 000 Domare: Jérôme Damon (Sydafrika) |

|       | 1 februari 2004 | Tunisien       | 1 – 1   | Guinea        | Stade 7 Novembre, Radès                              |                                                      |
| 14:00 | 14:00           | Ben Achour 58′ | (0 – 0) | T. Camara 84′ | Publik: 64 000 Domare: Tessama Hailemalek (Etiopien) | Publik: 64 000 Domare: Tessama Hailemalek (Etiopien) |
| 14:00 | 14:00           |                |         |               | Publik: 64 000 Domare: Tessama Hailemalek (Etiopien) | Publik: 64 000 Domare: Tessama Hailemalek (Etiopien) |
| 14:00 | 14:00           |                |         |               | Publik: 64 000 Domare: Tessama Hailemalek (Etiopien) | Publik: 64 000 Domare: Tessama Hailemalek (Etiopien) |

|       | 1 februari 2004 | Rwanda     | 1 – 0   | Kongo-Kinshasa | Stade 15 Octobre, Bizerte                 |                                           |
| 14:00 | 14:00           | Makasi 74′ | (0 – 0) |                | Publik: 700 Domare: Falla Ndoye (Senegal) | Publik: 700 Domare: Falla Ndoye (Senegal) |
| 14:00 | 14:00           |            |         |                | Publik: 700 Domare: Falla Ndoye (Senegal) | Publik: 700 Domare: Falla Ndoye (Senegal) |
| 14:00 | 14:00           |            |         |                | Publik: 700 Domare: Falla Ndoye (Senegal) | Publik: 700 Domare: Falla Ndoye (Senegal) |

### Grupp B
| Lag          | S | V | O | F | GM | IM | MS | P |
| ------------ | - | - | - | - | -- | -- | -- | - |
| Mali         | 3 | 2 | 1 | 0 | 7  | 3  | +4 | 7 |
| Senegal      | 3 | 1 | 2 | 0 | 4  | 1  | +3 | 5 |
| Kenya        | 3 | 1 | 0 | 2 | 4  | 6  | −2 | 3 |
| Burkina Faso | 3 | 0 | 1 | 2 | 1  | 6  | −5 | 1 |

|       | 26 januari 2004 | Kenya      | 1 – 3   | Mali                         | Stade 15 Octobre, Bizerte                           |                                                     |
| 14:00 | 14:00           | Rashid 58′ | (0 – 1) | Sissoko 28′ Kanouté 63′, 81′ | Publik: 6 000 Domare: Tessema Hailemalak (Etiopien) | Publik: 6 000 Domare: Tessema Hailemalak (Etiopien) |
| 14:00 | 14:00           |            |         |                              | Publik: 6 000 Domare: Tessema Hailemalak (Etiopien) | Publik: 6 000 Domare: Tessema Hailemalak (Etiopien) |
| 14:00 | 14:00           |            |         |                              | Publik: 6 000 Domare: Tessema Hailemalak (Etiopien) | Publik: 6 000 Domare: Tessema Hailemalak (Etiopien) |

|       | 26 januari 2004 | Senegal | 0 – 0 | Burkina Faso | Stade El Menzah, Tunis                          |                                                 |
| 19:00 | 19:00           |         |       |              | Publik: 2 000 Domare: Mohamed Guezzaz (Marocko) | Publik: 2 000 Domare: Mohamed Guezzaz (Marocko) |
| 19:00 | 19:00           |         |       |              | Publik: 2 000 Domare: Mohamed Guezzaz (Marocko) | Publik: 2 000 Domare: Mohamed Guezzaz (Marocko) |
| 19:00 | 19:00           |         |       |              | Publik: 2 000 Domare: Mohamed Guezzaz (Marocko) | Publik: 2 000 Domare: Mohamed Guezzaz (Marocko) |

|       | 30 januari 2004 | Senegal                     | 3 – 0   | Kenya | Stade 15 Octobre, Bizerte                           |                                                     |
| 14:00 | 14:00           | Niang 4′, 31′ P.B. Diop 19′ | (3 – 0) |       | Publik: 13 500 Domare: Essam Abd El Fatah (Egypten) | Publik: 13 500 Domare: Essam Abd El Fatah (Egypten) |
| 14:00 | 14:00           |                             |         |       | Publik: 13 500 Domare: Essam Abd El Fatah (Egypten) | Publik: 13 500 Domare: Essam Abd El Fatah (Egypten) |
| 14:00 | 14:00           |                             |         |       | Publik: 13 500 Domare: Essam Abd El Fatah (Egypten) | Publik: 13 500 Domare: Essam Abd El Fatah (Egypten) |

|       | 30 januari 2004 | Burkina Faso  | 1 – 3   | Mali                                    | Stade El Menzah, Tunis                              |                                                     |
| 19:00 | 19:00           | Minoungou 50′ | (0 – 2) | Kanouté 34′ Diarra 37′ S. Coulibaly 78′ | Publik: 1 500 Domare: Abdul Hakim Shelmani (Libyen) | Publik: 1 500 Domare: Abdul Hakim Shelmani (Libyen) |
| 19:00 | 19:00           |               |         |                                         | Publik: 1 500 Domare: Abdul Hakim Shelmani (Libyen) | Publik: 1 500 Domare: Abdul Hakim Shelmani (Libyen) |
| 19:00 | 19:00           |               |         |                                         | Publik: 1 500 Domare: Abdul Hakim Shelmani (Libyen) | Publik: 1 500 Domare: Abdul Hakim Shelmani (Libyen) |

|       | 2 februari 2004 | Senegal    | 1 – 1   | Mali          | Stade El Menzah, Tunis                       |                                              |
| 14:00 | 14:00           | Beye 45+2′ | (1 – 1) | D. Traoré 34′ | Publik: 7 550 Domare: Divine Evehe (Kamerun) | Publik: 7 550 Domare: Divine Evehe (Kamerun) |
| 14:00 | 14:00           |            |         |               | Publik: 7 550 Domare: Divine Evehe (Kamerun) | Publik: 7 550 Domare: Divine Evehe (Kamerun) |
| 14:00 | 14:00           |            |         |               | Publik: 7 550 Domare: Divine Evehe (Kamerun) | Publik: 7 550 Domare: Divine Evehe (Kamerun) |

|       | 2 februari 2004 | Burkina Faso  | 0 – 3   | Kenya                         | Stade 15 Octobre, Bizerte                 |                                           |
| 14:00 | 14:00           | Ouedraogo 76’ | (0 – 0) | Ake 51′ Oliech 64′ Baraza 83′ | Publik: 4 550 Domare: Modou Sowe (Gambia) | Publik: 4 550 Domare: Modou Sowe (Gambia) |
| 14:00 | 14:00           |               |         |                               | Publik: 4 550 Domare: Modou Sowe (Gambia) | Publik: 4 550 Domare: Modou Sowe (Gambia) |
| 14:00 | 14:00           |               |         |                               | Publik: 4 550 Domare: Modou Sowe (Gambia) | Publik: 4 550 Domare: Modou Sowe (Gambia) |

### Grupp C
| Lag      | S | V | O | F | GM | IM | MS | P |
| -------- | - | - | - | - | -- | -- | -- | - |
| Kamerun  | 3 | 1 | 2 | 0 | 6  | 4  | +2 | 5 |
| Algeriet | 3 | 1 | 1 | 1 | 4  | 4  | 0  | 4 |
| Egypten  | 3 | 1 | 1 | 1 | 3  | 3  | 0  | 4 |
| Zimbabwe | 3 | 1 | 0 | 2 | 6  | 8  | −2 | 3 |

|       | 25 januari 2004 | Zimbabwe      | 1 – 2   | Egypten                       | Stade Taïeb El Mhiri, Sfax                         |                                                    |
| 16:30 | 16:30           | P. Ndlovu 46′ | (0 – 0) | T.Abdel Hamid 58′ Barakat 63′ | Publik: 22 000 Domare: Lassina Paré (Burkina Faso) | Publik: 22 000 Domare: Lassina Paré (Burkina Faso) |
| 16:30 | 16:30           |               |         |                               | Publik: 22 000 Domare: Lassina Paré (Burkina Faso) | Publik: 22 000 Domare: Lassina Paré (Burkina Faso) |
| 16:30 | 16:30           |               |         |                               | Publik: 22 000 Domare: Lassina Paré (Burkina Faso) | Publik: 22 000 Domare: Lassina Paré (Burkina Faso) |

|       | 25 januari 2004 | Kamerun   | 1 – 1   | Algeriet   | Stade Olympique de Sousse, Sousse           |                                             |
| 19:00 | 19:00           | Mboma 43′ | (1 – 0) | Zafour 52′ | Publik: 20 000 Domare: Coffi Codjia (Benin) | Publik: 20 000 Domare: Coffi Codjia (Benin) |
| 19:00 | 19:00           |           |         |            | Publik: 20 000 Domare: Coffi Codjia (Benin) | Publik: 20 000 Domare: Coffi Codjia (Benin) |
| 19:00 | 19:00           |           |         |            | Publik: 20 000 Domare: Coffi Codjia (Benin) | Publik: 20 000 Domare: Coffi Codjia (Benin) |

|       | 29 januari 2004 | Kamerun                            | 5 – 3   | Zimbabwe                              | Stade Taïeb El Mhiri, Sfax                               |                                                          |
| 16:30 | 16:30           | Mboma 31′, 44′, 65′ Mbami 40′, 67′ | (2 – 1) | P. Ndlovu 8′, 47′ (str.) Nyandoro 89′ | Publik: 15 000 Domare: Abubakar Sharaf (Elfenbenskusten) | Publik: 15 000 Domare: Abubakar Sharaf (Elfenbenskusten) |
| 16:30 | 16:30           |                                    |         |                                       | Publik: 15 000 Domare: Abubakar Sharaf (Elfenbenskusten) | Publik: 15 000 Domare: Abubakar Sharaf (Elfenbenskusten) |
| 16:30 | 16:30           |                                    |         |                                       | Publik: 15 000 Domare: Abubakar Sharaf (Elfenbenskusten) | Publik: 15 000 Domare: Abubakar Sharaf (Elfenbenskusten) |

|       | 29 januari 2004 | Algeriet               | 2 – 1   | Egypten   | Stade Olympique de Sousse, Sousse               |                                                 |
| 19:00 | 19:00           | Mamouni 13′ Achiou 86′ | (1 – 1) | Belal 25′ | Publik: 15 000 Domare: Alain Hammer (Luxemburg) | Publik: 15 000 Domare: Alain Hammer (Luxemburg) |
| 19:00 | 19:00           |                        |         |           | Publik: 15 000 Domare: Alain Hammer (Luxemburg) | Publik: 15 000 Domare: Alain Hammer (Luxemburg) |
| 19:00 | 19:00           |                        |         |           | Publik: 15 000 Domare: Alain Hammer (Luxemburg) | Publik: 15 000 Domare: Alain Hammer (Luxemburg) |

|       | 3 februari 2004 | Kamerun | 0 – 0 | Egypten | Stade Mustapha Ben Jannet, Monastir                        |                                                            |
| 14:00 | 14:00           |         |       |         | Publik: 20 000 Domare: Ali Bujsaim (Förenade arabemiraten) | Publik: 20 000 Domare: Ali Bujsaim (Förenade arabemiraten) |
| 14:00 | 14:00           |         |       |         | Publik: 20 000 Domare: Ali Bujsaim (Förenade arabemiraten) | Publik: 20 000 Domare: Ali Bujsaim (Förenade arabemiraten) |
| 14:00 | 14:00           |         |       |         | Publik: 20 000 Domare: Ali Bujsaim (Förenade arabemiraten) | Publik: 20 000 Domare: Ali Bujsaim (Förenade arabemiraten) |

|       | 3 februari 2004 | Algeriet   | 1 – 2   | Zimbabwe                  | Stade Olympique de Sousse, Sousse                  |                                                    |
| 14:00 | 14:00           | Achiou 73′ | (0 – 0) | A. Ndlovu 65′ Lupahla 71′ | Publik: 10 000 Domare: Eddy Maillet (Seychellerna) | Publik: 10 000 Domare: Eddy Maillet (Seychellerna) |
| 14:00 | 14:00           |            |         |                           | Publik: 10 000 Domare: Eddy Maillet (Seychellerna) | Publik: 10 000 Domare: Eddy Maillet (Seychellerna) |
| 14:00 | 14:00           |            |         |                           | Publik: 10 000 Domare: Eddy Maillet (Seychellerna) | Publik: 10 000 Domare: Eddy Maillet (Seychellerna) |

### Grupp D
| Lag       | S | V | O | F | GM | IM | MS | P |
| --------- | - | - | - | - | -- | -- | -- | - |
| Marocko   | 3 | 2 | 1 | 0 | 6  | 1  | +5 | 7 |
| Nigeria   | 3 | 2 | 0 | 1 | 6  | 2  | +4 | 6 |
| Sydafrika | 3 | 1 | 1 | 1 | 3  | 5  | −2 | 4 |
| Benin     | 3 | 0 | 0 | 3 | 1  | 8  | −7 | 0 |

|       | 27 januari 2004 | Nigeria | 0 – 1   | Marocko   | Stade Mustapha Ben Jannet, Monastir          |                                              |
| 14:00 | 14:00           |         | (0 – 0) | Hadji 77′ | Publik: 15 000 Domare: Falla Ndoye (Senegal) | Publik: 15 000 Domare: Falla Ndoye (Senegal) |
| 14:00 | 14:00           |         |         |           | Publik: 15 000 Domare: Falla Ndoye (Senegal) | Publik: 15 000 Domare: Falla Ndoye (Senegal) |
| 14:00 | 14:00           |         |         |           | Publik: 15 000 Domare: Falla Ndoye (Senegal) | Publik: 15 000 Domare: Falla Ndoye (Senegal) |

|       | 27 januari 2004 | Sydafrika         | 2 – 0   | Benin | Stade Taïeb El Mhiri, Sfax                    |                                               |
| 18:00 | 18:00           | Nomvethe 58′, 76′ | (0 – 0) |       | Publik: 12 000 Domare: Koman Coulibaly (Mali) | Publik: 12 000 Domare: Koman Coulibaly (Mali) |
| 18:00 | 18:00           |                   |         |       | Publik: 12 000 Domare: Koman Coulibaly (Mali) | Publik: 12 000 Domare: Koman Coulibaly (Mali) |
| 18:00 | 18:00           |                   |         |       | Publik: 12 000 Domare: Koman Coulibaly (Mali) | Publik: 12 000 Domare: Koman Coulibaly (Mali) |

|       | 31 januari 2004 | Nigeria                                       | 4 – 0   | Sydafrika | Stade Mustapha Ben Jannet, Monastir                        |                                                            |
| 14:00 | 14:00           | Yobo 4′ Okocha 64′ (str.) Odemwingie 81′, 83′ | (1 – 0) |           | Publik: 15 000 Domare: Ali Bujsaim (Förenade arabemiraten) | Publik: 15 000 Domare: Ali Bujsaim (Förenade arabemiraten) |
| 14:00 | 14:00           |                                               |         |           | Publik: 15 000 Domare: Ali Bujsaim (Förenade arabemiraten) | Publik: 15 000 Domare: Ali Bujsaim (Förenade arabemiraten) |
| 14:00 | 14:00           |                                               |         |           | Publik: 15 000 Domare: Ali Bujsaim (Förenade arabemiraten) | Publik: 15 000 Domare: Ali Bujsaim (Förenade arabemiraten) |

|       | 31 januari 2004 | Marocko                                              | 4 – 0   | Benin | Stade Taïeb El Mhiri, Sfax                         |                                                    |
| 18:00 | 18:00           | Chamakh 17′ Mokhtari 73′ Ouaddou 75′ El Karkouri 80′ | (1 – 0) |       | Publik: 20 000 Domare: Eddy Maillet (Seychellerna) | Publik: 20 000 Domare: Eddy Maillet (Seychellerna) |
| 18:00 | 18:00           |                                                      |         |       | Publik: 20 000 Domare: Eddy Maillet (Seychellerna) | Publik: 20 000 Domare: Eddy Maillet (Seychellerna) |
| 18:00 | 18:00           |                                                      |         |       | Publik: 20 000 Domare: Eddy Maillet (Seychellerna) | Publik: 20 000 Domare: Eddy Maillet (Seychellerna) |

|       | 4 februari 2004 | Marocko          | 1 – 1   | Sydafrika | Stade Olympique de Sousse, Sousse              |                                                |
| 18:00 | 18:00           | Safri 38′ (str.) | (1 – 1) | Mayo 29′  | Publik: 6 000 Domare: Hichem Guirat (Tunisien) | Publik: 6 000 Domare: Hichem Guirat (Tunisien) |
| 18:00 | 18:00           |                  |         |           | Publik: 6 000 Domare: Hichem Guirat (Tunisien) | Publik: 6 000 Domare: Hichem Guirat (Tunisien) |
| 18:00 | 18:00           |                  |         |           | Publik: 6 000 Domare: Hichem Guirat (Tunisien) | Publik: 6 000 Domare: Hichem Guirat (Tunisien) |

|       | 4 februari 2004 | Nigeria             | 2 – 1   | Benin         | Stade Taïeb El Mhiri, Sfax                          |                                                     |
| 18:00 | 18:00           | Lawal 35′ Utaka 76′ | (1 – 0) | Latoundji 90′ | Publik: 15 000 Domare: Essam Abd El Fatah (Egypten) | Publik: 15 000 Domare: Essam Abd El Fatah (Egypten) |
| 18:00 | 18:00           |                     |         |               | Publik: 15 000 Domare: Essam Abd El Fatah (Egypten) | Publik: 15 000 Domare: Essam Abd El Fatah (Egypten) |
| 18:00 | 18:00           |                     |         |               | Publik: 15 000 Domare: Essam Abd El Fatah (Egypten) | Publik: 15 000 Domare: Essam Abd El Fatah (Egypten) |

## Utslagsspel
|  | Kvartsfinaler                      | Kvartsfinaler                     |                                  |       | Semifinaler | Semifinaler |  |  | Final                               | Final |
|  |                                    |                                   |                                  |       |             |             |  |  |                                     |       |
|  | 7 februari 2004 (17:00) - Radès    |                                   |                                  |       |             |             |  |  |                                     |       |
|  |                                    |                                   |                                  |       |             |             |  |  |                                     |       |
|  | Tunisien                           | 1                                 |                                  |       |             |             |  |  |                                     |       |
|  | Tunisien                           | 1                                 | 11 februari 2004 (16:00) - Radès |       |             |             |  |  |                                     |       |
|  | Senegal                            | 0                                 |                                  |       |             |             |  |  |                                     |       |
|  | Senegal                            | 0                                 | Tunisien (str)                   | 1 (5) |             |             |  |  |                                     |       |
|  | 8 februari 2004 (14:00) - Monastir |                                   | Tunisien (str)                   | 1 (5) |             |             |  |  |                                     |       |
|  |                                    | Nigeria                           | 1 (3)                            |       |             |             |  |  |                                     |       |
|  | Kamerun                            | Nigeria                           | 1 (3)                            | 1     |             |             |  |  |                                     |       |
|  | Kamerun                            |                                   | 14 februari 2004 (14:00) - Radès | 1     |             |             |  |  |                                     |       |
|  | Nigeria                            | 2                                 |                                  |       |             |             |  |  |                                     |       |
|  | Nigeria                            | 2                                 | Tunisien                         | 2     |             |             |  |  |                                     |       |
|  | 8 februari 2004 (17:00) - Sfax     |                                   | Tunisien                         | 2     |             |             |  |  |                                     |       |
|  |                                    | Marocko                           | 1                                |       |             |             |  |  |                                     |       |
|  | Marocko (e fl)                     | Marocko                           | 1                                | 1 (3) |             |             |  |  |                                     |       |
|  | Marocko (e fl)                     | 11 februari 2004 (19:00) - Sousse |                                  | 1 (3) |             |             |  |  |                                     |       |
|  | Algeriet                           | 1 (1)                             |                                  |       |             |             |  |  |                                     |       |
|  | Algeriet                           | 1 (1)                             | Marocko                          | 4     | Bronsmatch  | Bronsmatch  |  |  |                                     |       |
|  | 7 februari 2004 (14:00) - Tunis    |                                   | Marocko                          | 4     | Bronsmatch  | Bronsmatch  |  |  |                                     |       |
|  |                                    | Mali                              | 0                                |       |             |             |  |  |                                     |       |
|  | Mali                               | Mali                              | 0                                | 2     | Nigeria     | 2           |  |  |                                     |       |
|  | Mali                               |                                   |                                  | 2     | Nigeria     | 2           |  |  |                                     |       |
|  | Guinea                             | 1                                 |                                  | Mali  | 1           |             |  |  |                                     |       |
|  | Guinea                             | 1                                 |                                  |       | 1           |             |  |  |                                     |       |
|  |                                    |                                   |                                  |       |             |             |  |  | 13 februari 2004 (13:00) - Monastir |       |
|  |                                    |                                   |                                  |       |             |             |  |  |                                     |       |

### Kvartsfinaler
|       | 7 februari 2004 | Mali                   | 2 – 1   | Guinea        | Stade El Menzah, Tunis                             |                                                    |
| 14:00 | 14:00           | Kanouté 45′ Diarra 90′ | (1 – 1) | Feindouno 15′ | Publik: 1 450 Domare: Essam Abd El Fatah (Egypten) | Publik: 1 450 Domare: Essam Abd El Fatah (Egypten) |
| 14:00 | 14:00           |                        |         |               | Publik: 1 450 Domare: Essam Abd El Fatah (Egypten) | Publik: 1 450 Domare: Essam Abd El Fatah (Egypten) |
| 14:00 | 14:00           |                        |         |               | Publik: 1 450 Domare: Essam Abd El Fatah (Egypten) | Publik: 1 450 Domare: Essam Abd El Fatah (Egypten) |

|       | 7 februari 2004 | Tunisien  | 1 – 0   | Senegal | Stade 7 Novembre, Rades                                    |                                                            |
| 17:00 | 17:00           | Mnari 65′ | (0 – 0) |         | Publik: 65 000 Domare: Ali Bujsaim (Förenade arabemiraten) | Publik: 65 000 Domare: Ali Bujsaim (Förenade arabemiraten) |
| 17:00 | 17:00           |           |         |         | Publik: 65 000 Domare: Ali Bujsaim (Förenade arabemiraten) | Publik: 65 000 Domare: Ali Bujsaim (Förenade arabemiraten) |
| 17:00 | 17:00           |           |         |         | Publik: 65 000 Domare: Ali Bujsaim (Förenade arabemiraten) | Publik: 65 000 Domare: Ali Bujsaim (Förenade arabemiraten) |

|       | 8 februari 2004 | Kamerun   | 1 – 2   | Nigeria              | Stade Mustapha Ben Jannet, Monastir              |                                                  |
| 14:00 | 14:00           | Eto'o 42′ | (1 – 1) | Okocha 45′ Utaka 73′ | Publik: 14 750 Domare: Mohamed Guezzaz (Marocko) | Publik: 14 750 Domare: Mohamed Guezzaz (Marocko) |
| 14:00 | 14:00           |           |         |                      | Publik: 14 750 Domare: Mohamed Guezzaz (Marocko) | Publik: 14 750 Domare: Mohamed Guezzaz (Marocko) |
| 14:00 | 14:00           |           |         |                      | Publik: 14 750 Domare: Mohamed Guezzaz (Marocko) | Publik: 14 750 Domare: Mohamed Guezzaz (Marocko) |

|       | 8 februari 2004 | Marocko                           | 3 – 1 (e.fl.)  | Algeriet    | Stade Taïeb El Mhiri, Sfax                           |                                                      |
| 17:00 | 17:00           | Chamakh 90′ Hadji 113′ Zairi 120′ | (1 – 1, 0 – 0) | Cherrad 84′ | Publik: 22 000 Domare: Abdul Hakim Shelmani (Libyen) | Publik: 22 000 Domare: Abdul Hakim Shelmani (Libyen) |
| 17:00 | 17:00           |                                   |                |             | Publik: 22 000 Domare: Abdul Hakim Shelmani (Libyen) | Publik: 22 000 Domare: Abdul Hakim Shelmani (Libyen) |
| 17:00 | 17:00           |                                   |                |             | Publik: 22 000 Domare: Abdul Hakim Shelmani (Libyen) | Publik: 22 000 Domare: Abdul Hakim Shelmani (Libyen) |

### Semifinaler
|       | 11 februari 2004 | Tunisien                                | 1 – 1 (e.fl.)            | Nigeria                     | Stade 7 Novembre, Radès                     |                                             |
| 16:00 | 16:00            | Badra 82′ (str.)                        | (1 – 1, 0 – 0)           | Okocha 67′ (str.)           | Publik: 65 000 Domare: Coffi Codjia (Benin) | Publik: 65 000 Domare: Coffi Codjia (Benin) |
| 16:00 | 16:00            |                                         |                          |                             | Publik: 65 000 Domare: Coffi Codjia (Benin) | Publik: 65 000 Domare: Coffi Codjia (Benin) |
| 16:00 | 16:00            | Badra Santos Mhedhebi Ben Achour Haggui | Straffsparksläggning 5–3 | Utaka Odemwingie Yobo Udeze | Publik: 65 000 Domare: Coffi Codjia (Benin) | Publik: 65 000 Domare: Coffi Codjia (Benin) |

|       | 11 februari 2004 | Marocko                                | 4 – 0   | Mali | Stade Olympique de Sousse, Sousse                        |                                                          |
| 16:00 | 16:00            | Mokhtari 44′, 58′ Hadji 80′ Baha 90+1′ | (1 – 0) |      | Publik: 15 000 Domare: Abubakar Sharaf (Elfenbenskusten) | Publik: 15 000 Domare: Abubakar Sharaf (Elfenbenskusten) |
| 16:00 | 16:00            |                                        |         |      | Publik: 15 000 Domare: Abubakar Sharaf (Elfenbenskusten) | Publik: 15 000 Domare: Abubakar Sharaf (Elfenbenskusten) |
| 16:00 | 16:00            |                                        |         |      | Publik: 15 000 Domare: Abubakar Sharaf (Elfenbenskusten) | Publik: 15 000 Domare: Abubakar Sharaf (Elfenbenskusten) |

### Bronsmatch
|       | 11 februari 2004 | Nigeria                   | 2 – 1   | Mali       | Stade Mustapha Ben Jannet, Monastir       |                                           |
| 16:00 | 16:00            | Okocha 16′ Odemwingie 52′ | (1 – 0) | Abouta 70′ | Publik: 2 500 Domare: Modou Sowe (Gambia) | Publik: 2 500 Domare: Modou Sowe (Gambia) |
| 16:00 | 16:00            |                           |         |            | Publik: 2 500 Domare: Modou Sowe (Gambia) | Publik: 2 500 Domare: Modou Sowe (Gambia) |
| 16:00 | 16:00            |                           |         |            | Publik: 2 500 Domare: Modou Sowe (Gambia) | Publik: 2 500 Domare: Modou Sowe (Gambia) |

### Final
|       | 11 februari 2004 | Tunisien             | 2 – 1   | Marocko      | Stade 7 Novembre, Radès                       |                                               |
| 16:00 | 16:00            | Santos 5′ Jaziri 52′ | (1 – 1) | Mokhtari 38′ | Publik: 65 000 Domare: Falla N'Doye (Senegal) | Publik: 65 000 Domare: Falla N'Doye (Senegal) |
| 16:00 | 16:00            |                      |         |              | Publik: 65 000 Domare: Falla N'Doye (Senegal) | Publik: 65 000 Domare: Falla N'Doye (Senegal) |
| 16:00 | 16:00            |                      |         |              | Publik: 65 000 Domare: Falla N'Doye (Senegal) | Publik: 65 000 Domare: Falla N'Doye (Senegal) |

## Vinnare
| Mästare i afrikanska mästerskapet 2004         |
| ---------------------------------------------- |
| Tunisiens herrlandslag i fotboll Första titeln |

## Målgörare
| 4 mål - Patrick Mboma - Frédéric Kanouté - Jay-Jay Okocha - Francileudo Santos - Youssef Mokhtari 3 mål - Aboubacar Titi Camara - Youssouf Hadji - Osaze Odemwingie - Peter Ndlovu 2 mål - Hocine Achiou - Modeste Mbami - Mahamadou Diarra - Marouane Chamakh - John Utaka - Mamadou Niang - Siyabonga Nomvete - Ziad Jaziri - Pascal Feindouno | 1 mål - Abdelmalek Cherrad - Mamar Mamouni - Brahim Zafour - Moussa Latoundji - Dieudonné Minoungou - Samuel Eto'o - Alain Masudi - Tamer Abdel Hamid - Mohamed Barakat - Ahmed Belal - Mohamed Rashid - John Braza - Emmanuel Ake - Dennis Oliech - Sedonoude Abouta - Soumaïla Coulibaly - Mohamed Sissoko - Dramane Traoré - Nabil Baha - Talal El Karkouri - Abdeslam Ouaddou - Youssef Safri - Jawad Zairi - Garba Lawal - Joseph Yobo - Joao Henriette Elias - Karim Kamanzi - Saïd Abed Makasi - Habib Beye - Papa Bouba Diop - Patrick Mayo - Khaled Badra - Selim Ben Achour - Najeh Braham - Jawhar Mnari - Joel Lupahla - Adam Ndlovu - Esrom Nyandoro |